# Thomas Andrews
Thomas Andrews Jr. (Comber, Reino Unido, 7 de febrero de 1873-océano Atlántico, 15 de abril de 1912) fue un ingeniero naval británico. Fue el director y jefe del departamento de diseño de barcos de la compañía Harland & Wolff en Belfast, Irlanda del Norte. Después de la renuncia del ingeniero diseñador Alexander Carlisle en 1910, Andrews fue el encargado de la continuidad del planeamiento y de la construcción del reconocido transatlántico RMS Titanic, además de sus dos hermanos, propiedad de la compañía White Star Line: el RMS Olympic y el HMHS Britannic. Thomas Andrews iba a bordo del RMS Titanic durante su viaje inaugural cuando chocó contra un iceberg el 14 de abril de 1912, y fue una de las 1496 personas que perdieron la vida en el hundimiento del buque.

## Biografía

### Primeros años

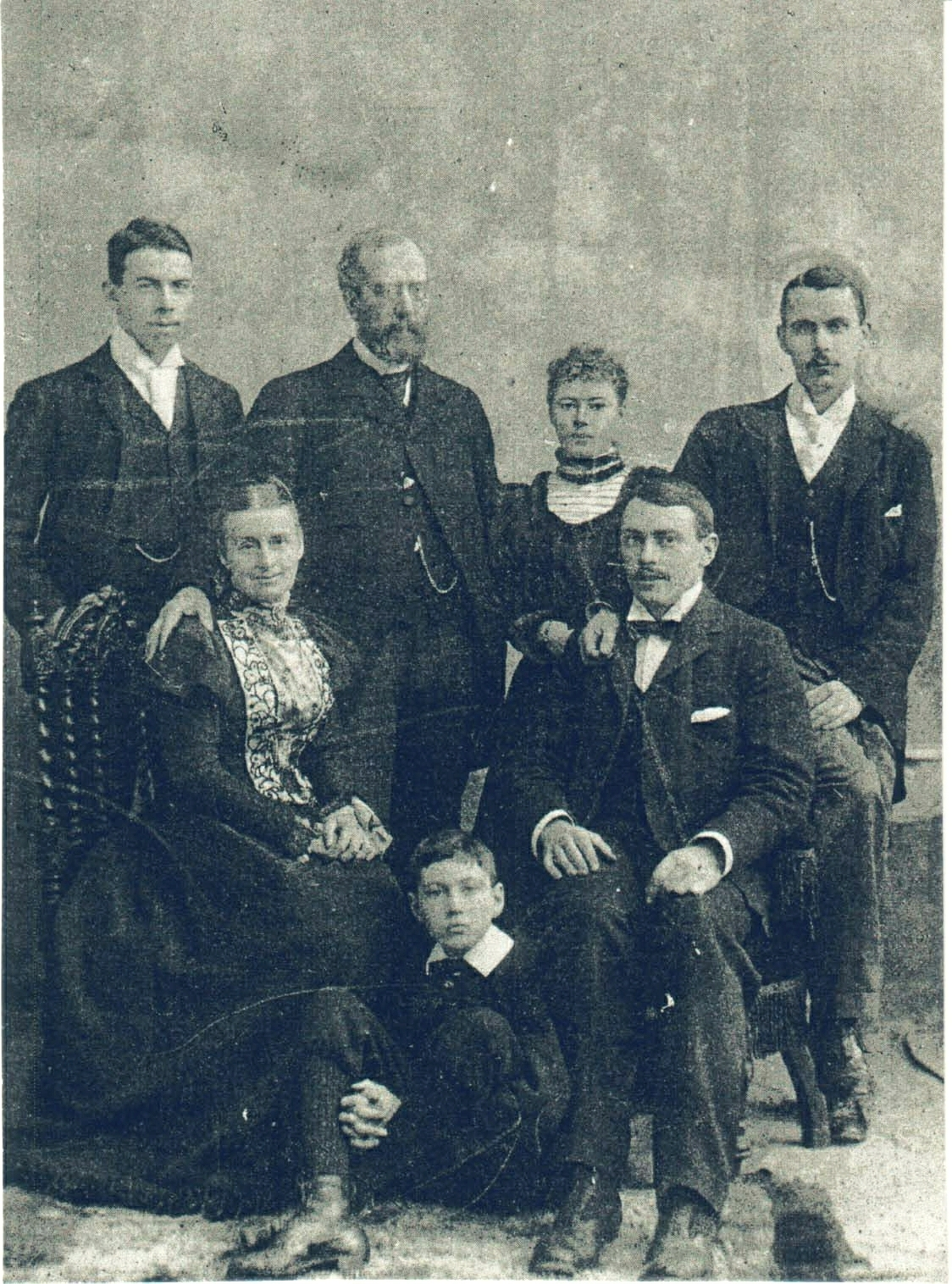
Thomas Andrews (segundo a la derecha) junto a su familia en 1895.

Thomas Andrews nació en Ardara House en Comber, en el condado de Down, actual Irlanda del Norte. Era hijo de Thomas Andrews, Sr., político británico, y de Eliza Pirrie, y tenía un hermano llamado John Miller Andrews. Thomas vivió con su familia en Ardara, Comber. En 1884, Andrews empezó sus estudios en la Royal Belfast Academical Institution donde continuó hasta 1889, cuando a los dieciséis años comenzó un aprendizaje especial en la compañía de construcción marítima Harland & Wolff donde su tío William Pirrie era, en parte, dueño de la empresa.

### Harland and Wolff

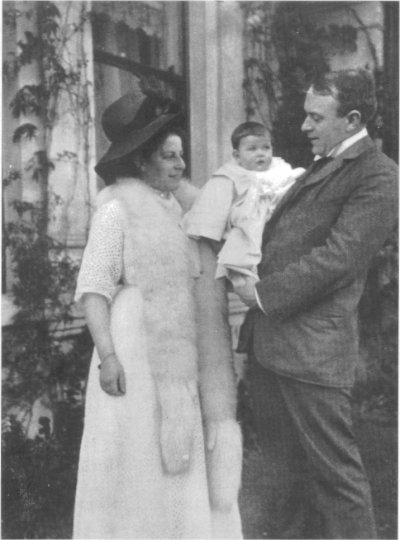
Andrews con su esposa Helen y su pequeña hija Elizabeth, poco tiempo antes del viaje inaugural del Titanic.

En Harland and Wolff, Andrews empezó su aprendizaje con tres meses como carpintero, para luego trabajar en la ebanistería durante un mes y luego pasar a trabajar en los barcos durante dos meses.
Los últimos dieciocho meses de su aprendizaje de cinco años, los pasó en la oficina de dibujo. En 1901, Andrews, después de haber trabajado en infinidad de departamentos de la empresa, se convirtió en el director de las obras de construcción. Aquel mismo año también se hizo miembro de la Institución de Arquitectos Navales, una organización británica de constructores de buques.
En 1907, Andrews fue nombrado director general y jefe del departamento de diseño en Harland and Wolff. Durante sus largos años de aprendizaje, estudios y trabajo, Andrews se había hecho querido en la empresa y entre los empleados del astillero.
El 24 de junio de 1908 se casó con Helen Reilly Barbour, con quien tuvo una hija llamada Elizabeth Law Barbour Andrews en 1910, a quien Andrews apodó "Elba" por sus iniciales. La pareja vivió en Dunallan, 20 en la Windsor Avenue en Belfast. Se sabe también que, una noche, Andrews llevó a Helen a los astilleros para visitar el pórtico donde se estaba construyendo el Titanic, poco antes del nacimiento de Elizabeth.
Tras la muerte de Andrews, Helen se casó nuevamente, con Henry Peirson Harland (de la familia de Harland & Wolff) y murió el 22 de agosto de 1966 en Irlanda del Norte.

### RMS Titanic y muerte

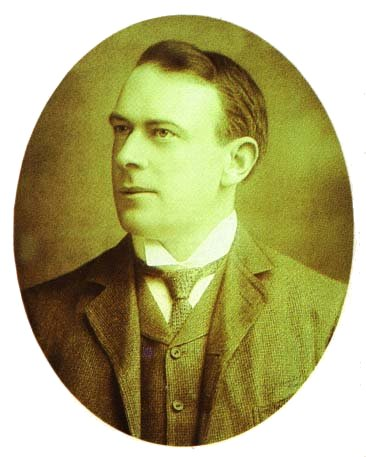
Retrato de Thomas Andrews, hacia 1910.

En 1907, Andrews empezó a ver los planes para un nuevo "gran barco" para la White Star Line, dicho buque era el RMS Olympic. La construcción del Olympic comenzó en diciembre de 1908, y la de su barco gemelo, el RMS Titanic, en marzo de 1909. Ambos barcos fueron diseñados por el gerente general Alexander Carlisle junto a Andrews, supervisados por su tío, William Pirrie, en 1910 asumió la continuidad del proyecto . Como lo había hecho con todos los barcos que había supervisado, Andrews se familiarizó con el Olympic y el Titanic, con el fin de dejar todo en óptimas condiciones de funcionamiento.
Thomas Andrews lideraba un grupo de trabajadores de Harland and Wolff (el grupo de garantía) que viajaba en los viajes inaugurales de los nuevos barcos construidos para observar todo y hacer frente a cualquier imprevisto. El Titanic no fue una excepción, por lo que Andrews y el resto del grupo de trabajadores de Harland and Wolff viajaron desde Belfast hasta Southampton en el buque, para estar en el viaje inaugural que comenzaría desde esa ciudad británica el 10 de abril de 1912, entre estos colaboradores estaba el carpintero John H. Hutchinson.
Durante el viaje, Thomas Andrews se alojó en uno de los camarotes de la cubierta A (Concretamente en el camarote A-36) y tomó nota de varios puntos del barco que él sintió que necesitaban ser mejorados. Entre sus notas había rebarnizados de los pasamanos, cambios de perchas, etc.
Sin embargo, el domingo 14 de abril de 1912, varias horas antes del hundimiento, Andrews le comentó a un amigo que el Titanic era "casi perfecto para lo que el cerebro humano puede hacer". El 14 de abril a las 11:40 p. m. el buque colisionó con un iceberg en la parte de estribor. No se sabe si Andrews sintió la vibración del impacto, sin embargo él permaneció en su camarote hasta que alguien llamó a su puerta para informarle que el capitán Edward John Smith exigía su presencia inmediata en el puente de mando. En el puente, el capitán Smith le dijo a Andrews que evaluase los daños, y Andrews entonces se hizo acompañar por el carpintero jefe Samuel Hutchinson para revisar el barco de popa a proa. 
El resultado fue desolador y derrumbó el mito de nave insumergible que poseía el Titanic. Computando los niveles de entrada de agua al barco por compartimiento estanco, determinó que 5 de los 16 que poseía estaban abiertos al mar y la rajadura del casco al lado de estribor era por lo menos de 100 m situada a 5 m de profundidad. Andrews determinó que nada se podía ya hacer y que el Titanic se hundiría literalmente en, a lo sumo, dos horas, diciendo que se "iría al fondo del océano" y se lo comunicó al capitán Edward John Smith. El buque se hundiría dos horas después de la sentencia de Andrews.
En la evacuación, Andrews se encargó de ir golpeando puerta por puerta a la gente en sus camarotes para comunicarles que se colocaran sus salvavidas y que subieran a la cubierta. Sabiendo que el destino era el hundimiento, y que los botes salvavidas no eran los suficientes como para evacuar a todos los pasajeros y tripulación, Andrews insistió en juntar la mayor cantidad de gente para subir a los botes, y llenarlos en la medida de lo posible.

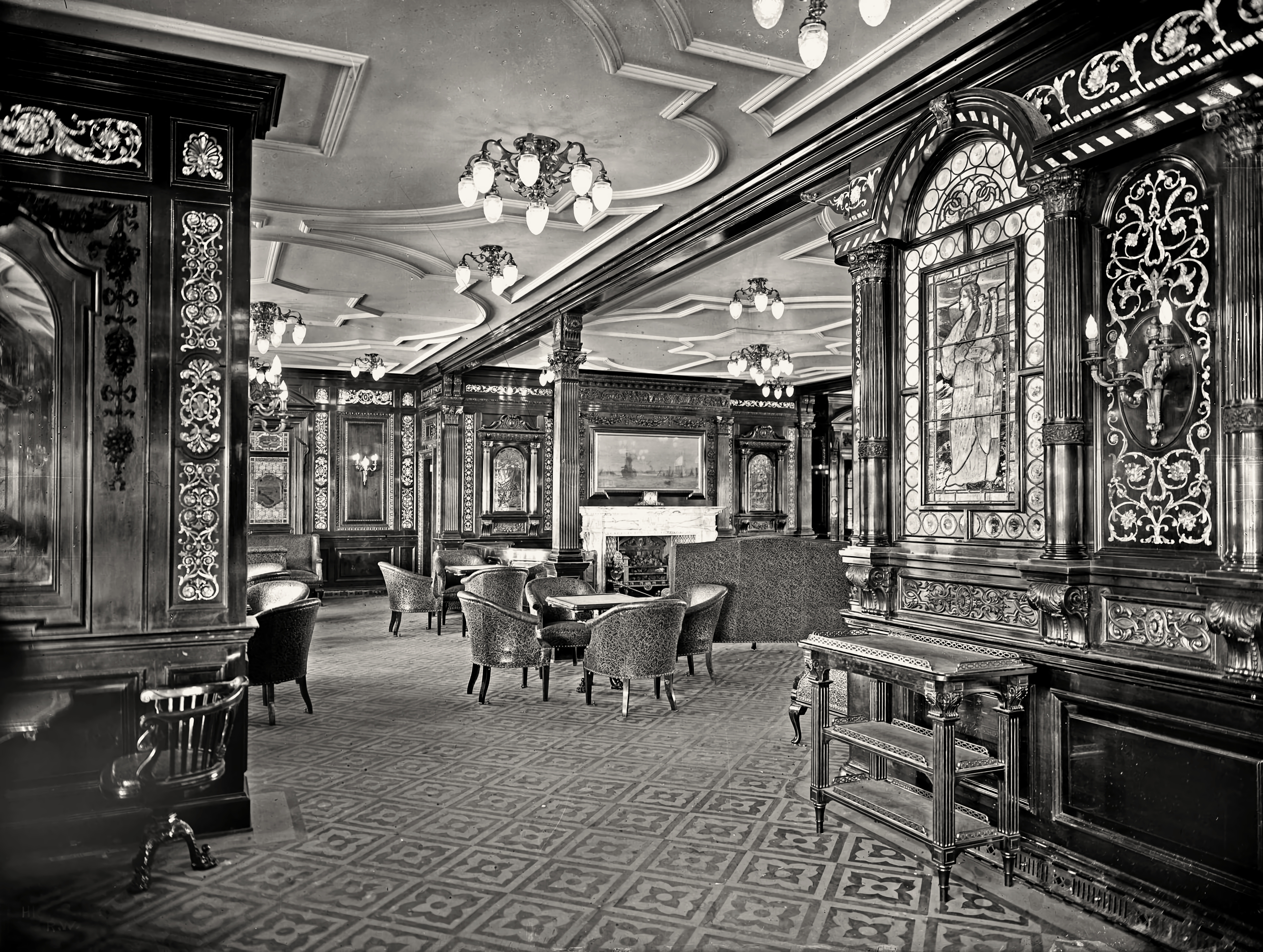
Andrews fue visto por última vez en la sala de fumadores de primera clase. En la imagen, se observa una reconstrucción de dicha sala, realizada a partir de una fotografía del, que tenía un diseño muy similar.

De acuerdo con el mayordomo John Stewart, vio a Andrews poco antes de la 1:40 a. m., en estado de apatía y shock y observando indiferente a lo que sucedía alrededor, el cuadro "Plymouth Harbor" (El puerto de Plymouth) en la chimenea del salón de fumadores de primera clase. La pintura ilustra la entrada a Plymouth Sound. 
Sin embargo, otros testimonios ubican a Andrews en el puente de mando y en la cubierta superior en torno a las 2:10 a. m., después de que todos los botes de salvamento hubieran abandonado el transatlántico. De modo, que es posible que al final intentara salvarse. El cuerpo de Andrews nunca fue recuperado.
Finalmente el 19 de abril, el padre de Andrews, el político Thomas Andrews Sr., recibió un telegrama del primo de su esposa Eliza Pirrie (madre de Thomas Andrews Jr.) diciéndole que había hablado con los sobrevivientes en Nueva York, buscando noticias de su hijo. El telegrama fue leído en voz alta por Andrews Sr. al personal de la casa en Comber:

-"ENTREVISTÉ A LOS OFICIALES DEL RMS TITANIC. UNÁNIMEMENTE DIJERON QUE EL COMPORTAMIENTO DE ANDREWS FUE HEROICO HASTA SU MUERTE, PENSANDO SOLAMENTE EN LA SEGURIDAD DE LOS OTROS. LAS MÁS SENTIDAS CONDOLENCIAS A TODA SU FAMILIA"-.

Muchas placas conmemorativas han sido levantadas en su honor en Irlanda del Norte y todo el Reino Unido, además de que muchos supervivientes escribieron cartas en su honor.

## Representaciones
- Patrick Macnee (1956) (Kraft Television Theatre) (A Night to Remember)
- Michael Goodliffe (1958) (A Night to Remember)
- Geoffrey Whitehead (1979) (S.O.S. Titanic) (Película)
- Victor Garber (1997) (Titanic) (Película)
- Michael Cerveris (1997) (Titanic (Musical)) (Musical de Broadway)
- Vern Urich (1998) (Titanic: Secrets Revealed) (Documental)
- Don Lynch (2003) (Misterios del Titanic) (Documental)
- Damian O'Hare (2005) (Titanic: Birth of a Legend) (Documental)
- Stephen Campbell Moore (2012) (Titanic (Mini-serie)) (Miniserie)
- Billy Carter (2012) (Titanic: sangre y acero) (Miniserie)
- Nick Danan (2012) (The Titanic Boys)
- Robert Bagdon (2013) (Belfast Air) (Cortometraje)